# Sentenced
Sentenced byla kapela z finského města Oulu. Založena byla v roce 1989 (předtím fungovala od podzimu 1988 pod názvem Deformity). Zpočátku se věnovala především death metalu, který byl okořeněn pochmurnou doom metalovou atmosférou, postupem času však přešla až k melodickému metalu ve stylu svých krajanů HIM. Byli to právě Sentenced, kteří jako jední z prvních položili základ pro metalovou scénu ve Finsku, ze které později vzešly kapely jako Children Of Bodom nebo Nightwish. Rozpadla se v roce 2005, kdy vydala své poslední album, stylově pojmenované The Funeral Album. O rok později pak ještě vyšlo koncertní DVD Buried Alive.

## Členové

### Poslední sestava
- Ville Laihiala – zpěv (1996–2005)
- Miika Tenkula – kytara (1989–2005), zemřel 18. února 2009
- Sami Lopakka – kytara (1989–2005)
- Sami Kukkohovi – basová kytara (1996–2005)
- Vesa Ranta – bicí (1989–2005)

### Předcházející členové
- Lari Kylmänen – basová kytara (1989–1991)
- Taneli Jarva – basová kytara a zpěv (1991–1996)
- Tuure Heikkilä – bicí (1988–1989)

### Hostující členové
- Niko Karppinen – basová kytara (live) (1995–1996)
- Tarmo Kanerva – drums (léto 1999)
- Marco Sneck – klávesy
- Vorphalack – zpěv (1996)

## Diskografie

### Alba
- Shadows of the Past (1991)
- North from Here (1993)
- Amok (1995)
- Down (1996)
- Frozen (1998)
- Crimson (2000)
- The Cold White Light (2002)
- The Funeral Album (2005)

### DVD
- Buried Alive DVD (2006)

### Videoklipy
- "Nepenthe" (1994)
- "Noose" (1996)
- "The Suicider" (1998)
- "Killing Me Killing You" (1999)
- "No One There" (2002)
- "Ever-Frost" (2005)
- "Despair-Ridden Hearts" (2006)